# Percy Seymour (18e duc de Somerset)
Percy Hamilton Seymour, 18e duc de Somerset (Crowborough, Sussex, 27 septembre 1910 - 15 novembre 1984), titré Lord Seymour entre 1931 et 1954, de Bradley House dans la paroisse de Maiden Bradley, Wiltshire, est un pair britannique.

## Biographie

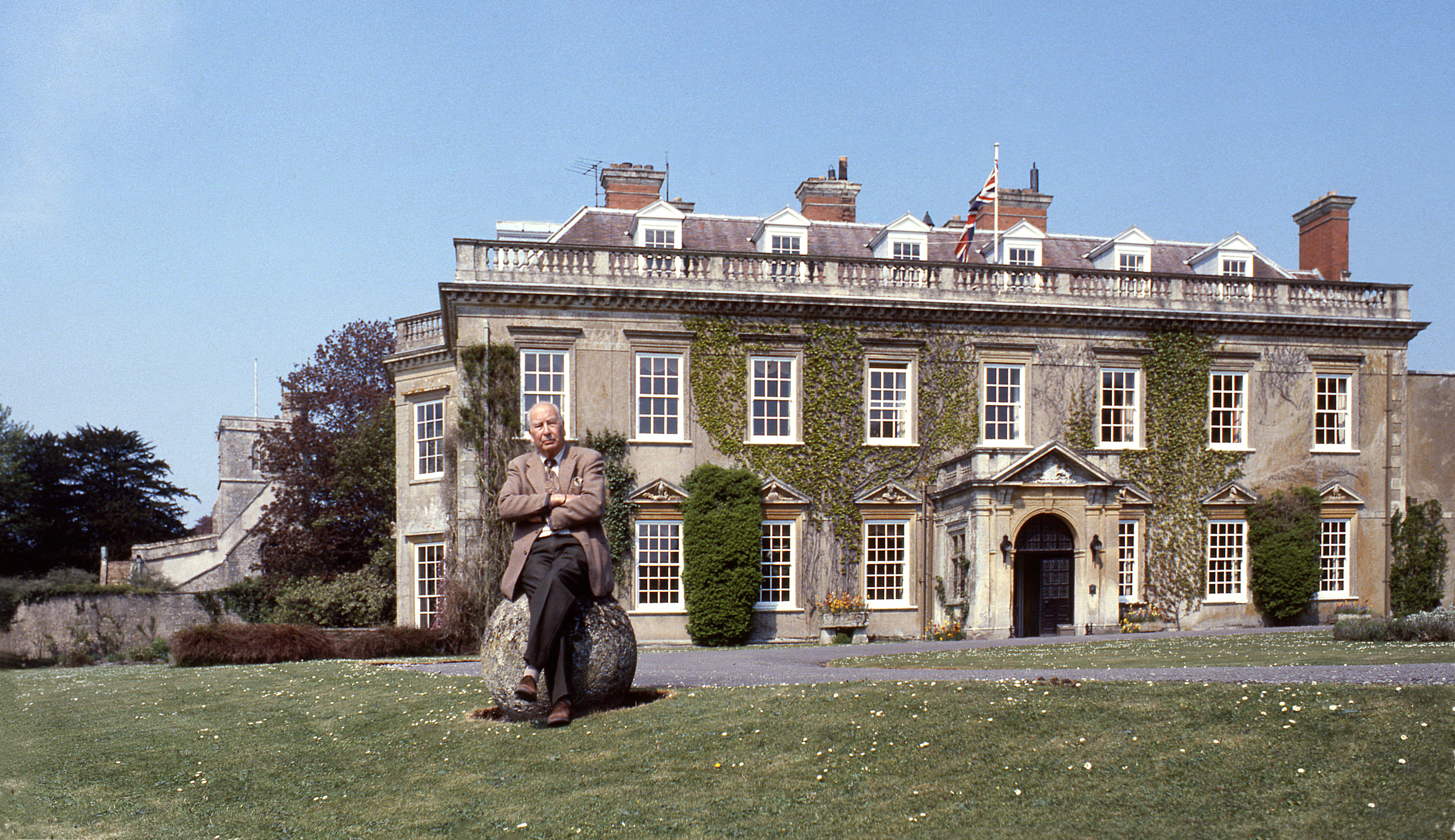
Percy Seymour, Duke of Somerset (1910-1984) in front of his seat Bradley House in the parish of Maiden Bradley, Wiltshire

Il est le fils d'Evelyn Seymour et de son épouse Edith Parker, une fille de William Parker par son épouse Lucinda Steeves.
Il fait ses études à la Blundell's School, à Tiverton dans le Devon et au Clare College de Cambridge. Il est ensuite nommé dans le régiment du Wiltshire. Il sert en Inde, en Perse et en Birmanie.
À Londres, le 18 décembre 1951, il épouse Gwendoline Collette Jane Thomas (décédée le 18 février 2005, âgée de 91 ans), fille du major John Cyril Collette Thomas, de Burn Cottage, Bude, Cornouailles dont il a trois enfants :
- John Seymour (19e duc de Somerset) (né le 30 décembre 1952).
- Anne Frances Mary Seymour (née à Bath, le 11 novembre 1954), célibataire et sans descendance.
- Francis Charles Edward Seymour (né à Bath, le 10 août 1956), épouse le 22 mai 1982 Paddy Poynder, fille du colonel Anthony John Irvine Tony Poynder (décédé le 28 novembre 2004), et a :
  - Poppy Hermione Alexandra Seymour (née en 1988).
  - Webb Edward Percy Seymour (né en 1990).
  - Leonora Hermione Jane Seymour (née en 1995).
  - Hermione Anne Tara Seymour (née en 1997).